# 창릉 (조선)
창릉(昌陵)은 조선 제8대 왕인 예종과 계비 안순왕후 한씨의 능이다. 서오릉의 하나로 대한민국 경기도 고양시 덕양구에 있으며, 사적 제198호로 지정되어 있다.

## 개요
예종은 즉위 2년인 1469년 음력 11월 28일 경복궁 자미당에서 20세의 어린 나이에 승하하였다. 1453년 계유정난을 통해 조카인 단종을 숙청하고 집권하여 수양대군이 세조로 즉위하여, 형인 의경세자가 1457년 20세의 나이로 요절하자, 세조 3년 1457년에 왕세자로 책봉되어, 11년 후인 1468년에 세조가 승하하여 즉위하였으나, 이듬해 1469년, 제위 14개월 만에 그도 20세의 나이로 요절하고 만다.
능호를 창릉이라고 하여 현재의 자리에 능을 조영하였다. 연산군 4년째인 1498년 음력 12월 23일에는 안순왕후가 승하하여 이듬해 음력 2월 14일 창릉에 안장되었다.